# Perilitus angustus
Perilitus angustus är en stekelart som beskrevs av Charles Thomas Brues 1924. Perilitus angustus ingår i släktet Perilitus och familjen bracksteklar. Inga underarter finns listade i Catalogue of Life.